# Окупація Рейнської області

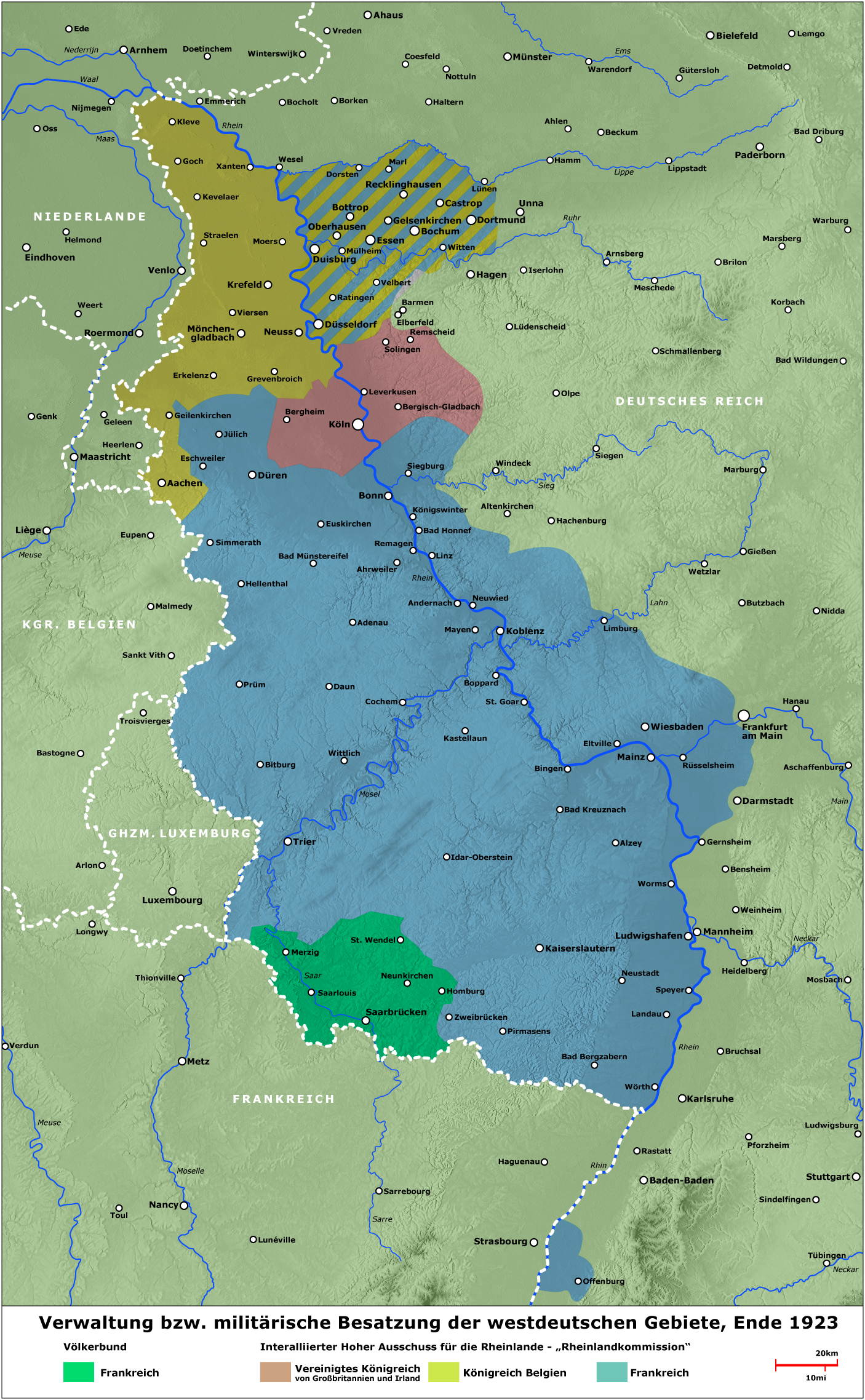
Окупація Рейнської області у 1923 році
Франція
Бельгія
Велика Британія
заштрихована (Рурська область): Франція и Бельгія
Саар: територія, окупована військами Франції, що перебували під управлінням Ліги Націй

Окупація Рейнської області — окупація союзними військами Антанти території Рейнської області Німеччини на лівому березі Рейну і смуги на його правому березі завширшки 50 км, встановлена Версальським мирним договором в 1919 році з метою ускладнити напад Німеччини на Французьку республіку. У 15-денний термін після припинення військових дій, кайзерівська армія виводилася з окупованих територій Бельгії, Франції та Люксембургу, а у визначену зону вводилися американські, бельгійські, британські та французькі окупаційні контингенти.
Відповідно до умов Версальського миру, підписаного 28 червня 1919 року, провінція Німецької імперії Ельзас-Лотарингія відходила до Франції, а окупація Рейнської області союзними військами встановлювалася на термін від 5 до 15 років. Крім цього, значні землі на заході Німеччини оголошувалися демілітаризованою зоною, на якій Німеччині заборонялося розміщувати війська, зводити військові укріплення, проводити маневри тощо.

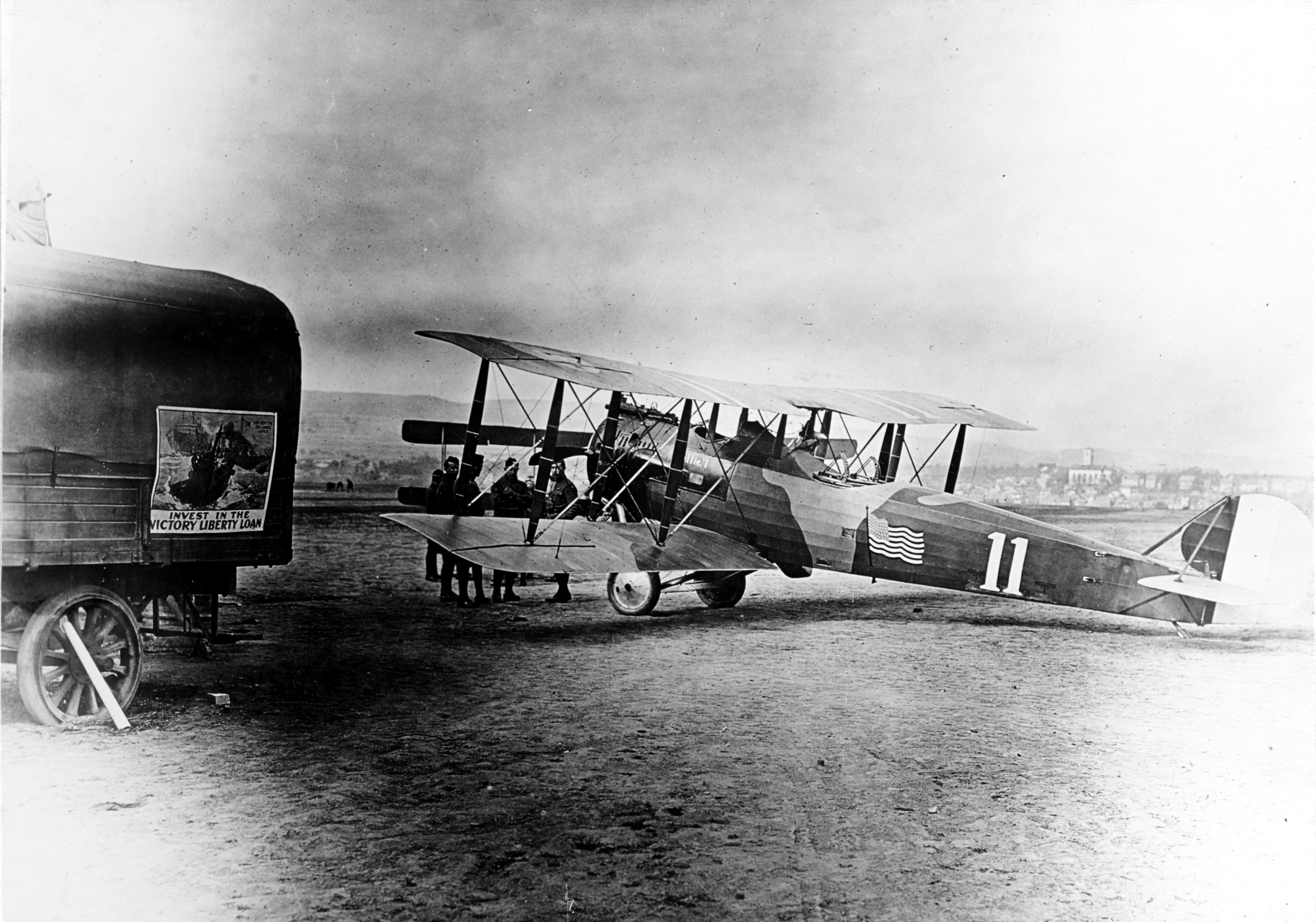
Американський розвідувальний літак Salmson 2А2 поблизу Андернах, Рейнська область. 1919

## Історія
У контексті переговорів про капітуляцію і припинення військових дій, головнокомандувач союзних військ маршал Франції Ф.Фош віддав наказ на окупацію лівого берега річки Рейн, військова присутність союзних військ союзників у цьому регіоні відігравала виняткову роль. З 1 по 17 грудня 1918 року, бельгійські, французькі, американські та британські підрозділи похідним маршем увійшли на територію колишньої Німецької імперії, яка щойно розпалася, і встановили контроль над найважливішими об'єктами інфраструктури та ключовими позиціями на заході країни. Загалом союзні війська окупували 6,5 % території передвоєнної імперії з населенням більше за 7 млн людей. Французькі гарнізони облаштувалися переважно в південній частині окупованої зони (Саарленд, Пфальц і Майнц), опанувавши 75 % зайнятих союзниками німецьких земель. Бельгійські війська переважно концентрувалися в долині нижнього Рейну (сектор Аахена), контролюючи 10 % окупованих територій.
Зайняття окупаційними військами визначених територій не мало ознак хаотичного характеру, усі події відбувалися після погодження сторін про місце, час, порядок та ритуал введення військ колишніх ворогів на німецькі землі.

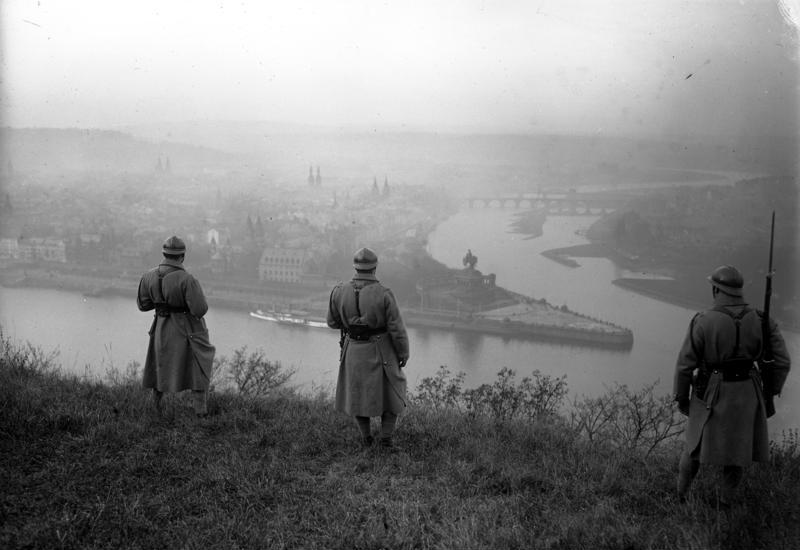
Французькі окупаційні війська понад Рейном у районі Німецького кута. Кобленц

Спочатку німецьке населення по-різному реагувало на появу військ противника по війні на вулицях своїх міст. Союзниками були дещо обмежені деякі права та свободи, особливо зібрання та пересування територією, де вони розташувалися. Між німцями та 220 000 французами і 20 000 бельгійцями відчувалася настороженість, однак, напруженість перших тижнів окупації з часом слабішала й згодом обидві сторони продовжували існувати у спокійній обстановці. Але навесні 1919 року обстановка вкрай загострилася, коли місцеве населення взнало про умови Версальської угоди, по всьому краю проходили збори та мітинги, вулиці нуртували від тих, хто був обурений грабіжницькими вимогами до німецької нації. Свого піку протести набули до середини 1919 року
Однак із підписанням Веймарською республікою умов мирного договору ситуація поступово пішла на спад, і згодом сторони звикли до необхідності жити поруч одна з одною.
10 січня 1920 року Міжсоюзна Рейнська вища комісія (англ. Inter-Allied Rhineland High Commission) розпочала роботу зі штаб-квартирою окупаційних військ у Кобленці. На неї покладалися обов'язки управління усіма коаліційними окупаційними силами та всебічні питання керівництва окупованими Рейнськими землями. У лютому 1920 чисельність союзних військ трохи скоротили (94 000 — французів та 16 000 — бельгійців) і на них поклали завдання забезпечення порядку та безпеки на окупованих територіях.
1923 у відповідь на неспроможність сплачувати репарації за умовами Версальського договору Франція та Бельгія окупували індустріальну частину Рура, переважна більшість якої лежала на правому березі Рейну. Окупація Рура тривала до 1925 року, і в ході масових протестів та акцій непокори союзними військами було вбито багато німецького цивільного населення.
Протягом 1924—1925 років загальний стан справ стабілізувався. 1 серпня 1925 року останні французький та бельгійський солдати залишили правий берег Рейну. А в 1930 році французькі та бельгійські війська вийшли з окупованої території Рейнської області.